# 小田切信男
小田切 信男（おだぎり のぶお、1909年9月29日‐1982年6月13日）は、キリスト教徒の医師で、信徒伝道者、信徒神学者、聖書研究者。

## 略歴
北海道釧路生まれ。1927年北海道帝国大学医学部入学。同年に洗礼を受け両親が所属していた札幌独立キリスト教会の会員として奉仕活動を始め、札幌市東端のスラムで伝道及び無料診療を行なう（召集を受ける1937年までの10年間）。
1934年北海道帝国大学医学部卒業、附属医院第二内科に入局し結核の研究に従事。太平洋戦争開始の1941年札幌市で医院を開業するも召集と解除の繰り返しの中で終戦を迎え、本格的な開業医としての生活は戦後になる。
1945年終戦により札幌独立キリスト教会の再建に努め礼拝の証詞を担当するなど信徒伝道者としての働きを本格化させる。1947年には教会創立者の宮部金吾博士の米寿を記念し『聖書研究』誌を創刊（宮部が逝去するまで続き第50号で終刊）。
1949年、札幌市YMCAの再建に協力していた時にYMCAの目的条文（1855年のいわゆる「パリ基準」（又は「パリ標準」）に疑問を感じ、翌年の1950年、目的条文への疑義を提出。この年に小田切の最初の著書である『基督教的焦燥』が出版された。
1951年、第2作目の『真実を求むる者・キリスト者』が出版された。この年、恩師の宮部が逝去し、月刊誌『聖書研究』は第50号をもって終刊。小田切は、御殿場にある日本YMCA同盟の施設である東山荘で、「神の痛みの神学」で有名になった神学者の北森嘉蔵と初めて議論する。北森は学生部委員会の委員（3年後に委員長就任）、小田切は宗教委員を務めていた。小田切は同年、北米とカナダのYMCA百年祭に日本代表の一人として派遣される。
1953年新宿に小田切医院を開設、2年後に四谷に移転後、日本聖書学研究所に2階を提供。1953年は、YMCAのメンバーであり神学者であるスイス人のエミール・ブルンナー教授が、設立されたばかりの国際基督教大学の客員教授として来日しており、日本YMCA同盟は12月にブルンナー教授を招いて、「キリストが神であることについてお話を伺う会」を催したが、そこで小田切が質問した内容について、翌年の1954年、日本YMCA同盟の会議の席上で再び北森嘉蔵と議論になる。
1955年日本YMCA同盟の季刊『開拓者』誌上で北森嘉蔵や東京独立キリスト教会牧師の藤原藤男との誌上公開討論が開始される。北森との誌上討論は同年12月号から翌年4月号までで終結。介入した藤原藤男牧師や読者などへの応答も含めて企画自体は同年6月号まで続いた。
小田切の福音論争は1949年から8年ほど、彼の40代に行なわれ、誌上論文だけではなく著書等も含めて精力的に展開した。1957年「日本基督論研究会」が設立されその主宰者となり、自医院を会場として講演会が開催された（1969年の第15回まで）。
1960年北ドイツ・ミッションの招きでドイツに渡りハンブルク大学で講演し、そのキリスト論をめぐり神学者たちと論争する。
1964年調布市駅前に小田切ビル建築。診療所の名称を「東京ロゴス診療所」と改名。1970年「日本神観研究会」が設立されその主宰者となり、小田切ビルを会場として講演会が開催された（1977年の第16回まで）。
1979年脳溢血で倒れて以来、入退院の繰り返しとリハビリと自宅での療養生活の日々が続く。1982年6月13日腎不全を死因として逝去。

## 思想
小田切は、無教会の指導者で旧約聖書学者のら「聖書のみ主義」だと揶揄されたが、自分は偏狭な聖書主義者ではなく「十字架の福音の光の下における聖書主義者」をもって任じていると答えている。
キリストの「十字架の福音」をキリスト教信仰の核心とする故にキリストを「神」とみなすことに疑義をもって聖書と信条との不一致を見出し、伝統的キリスト教会の基本信条における神の「三位一体」やキリストの「神人二性一人格」の教理を非キリスト教的であると批判した。
そして聖書およびキリスト教における「非神話化」ならぬ「非異教化」および、キリスト教に異教思想が混入する前の原始の福音への回帰を提唱している。しかしそれは、所謂「原始福音運動」の如きものとは全く異なる。
聖書の解釈においては、小田切本人がファンダメンタリストではないと述べて、聖書の歴史的・批判的研究の方法を採用しており、ヨハネ1:18などについては写本問題にも言及している。ただし小田切の釈義は、文法規則に固執するという意味での文法主義ではなく、「全聖書の光をもってするクリティーク」と述べているように、「十字架の福音」を原理として当該文書および聖書全体の思想傾向との整合性などから判断するものである。
一方で「非神話化」に積極的ではないことは、「人間の世界に関係する神的人格としては、一応神・神の子・天使があるわけであります。勿論、悪魔といったものも除外できません。こう申しますと人々は、ブルトマンの非神話化の時代に、天使でもあるまい、幼稚園や日曜学校の生徒でもあるまいし、というかも知れません。しかし私は聖書の中に書いてあり、またイエス御自身が語っていらっしゃるこのようなことは、一応心してよく読み、その意味することをよく考える必要があると思うのであります。」という文言に典型的に示されている。
以上のように小田切によれば、イエス・キリストが「神」であるとみなすことは聖書にはないことであり、ドケティズム思想とさえみられるのであり、イエス・キリストの人格については「神か人か」ではなく、ただ「神の子」とするのが聖書的答えであるという。
イエス・キリストの先在から昇天まで一貫している呼称は「神の子」であるとし、「子なる神」とは厳格に区別しながらも神性者であり礼拝の対象であるとし、これを偶像礼拝であると批判する北森や藤原などの指摘は認めなかった。「私は宣言致します『私はイエス・キリストの神性を、固くかたく信じます』と。」と述べ、「イエス・キリストを主と告白し、神の子と信じ、その神性を信じて、先在と受肉を信じ、その死が贖の死であり、更にその死よりの甦りと昇天、再臨を信ずるという私の告白する信仰が、何所が危険で異端なものと言うのでありましょうか。」と問いかけている。
しかしイエス・キリストの神性を認めながら「神」とは認めないという一点において伝統的キリスト教に属する人々からは「異端」とみなされる理由はあった。ただし小田切自身は、一般にキリスト教の「異端のと称されるようなる団体との関係も認めていない。キリストを神性者と認め礼拝対象とする点でユニテリアンの立場とも異なるし、キリストが被造物であるとは認めない点では、アリウス派の流れに位置付けられることもある「エホバの証人」の立場とも異なる。
小田切は、御子（キリスト）が創造の実務に責任を負った実践者であり仲保者であるとし、「創造主」と「創造者」とを区別して前者は御父（神）のみとした。また小田切は前述のとおり、「キリストの先在」、「受肉」、「贖罪の死」、「復活」、「昇天」、「再臨」を福音の内実と認めるので「非神話化」の解釈は基本的に採用されず、聖書にみられる古代の神話的世界観を合理的に解釈するような自由主義神学の立場や宗教史学派の立場とも一線を画している。
この点は小田切の「聖書の世界観のシェーマ（私見）」に典型的に表わされている。それは上半分が「神性者の天」で「神」あり、と「昇天した神の子イエス・キリスト」の他に「天使」と「神の子とされた人々・救われた人々」と（神の国には入らない）「救われた万有」が位置付けられている。
従って小田切はキリスト教の「正統」と「異端」という区別を超え、プロテスタントのキリスト教の中でも、「福音派」とか「リベラル派」といった区別も超えて独自の立場を形成したことになる。
このような小田切の聖書的世界観の特徴は、イエス・キリストは先在の言（ロゴス）としての神の子が受肉したのではあるが、受肉後は死して昇天後も体を持つのであるから、もはや先在の状態に帰ることは出来ないとされていることである。
特に「ひとり子なる神」（ヨハネ1:18口語訳）はキリストの先在時の呼称であって、受肉後の歴史の人イエス・キリストについては言われてはならないしイエス自身一度も語らなかった「神」であり、イエスが示した神はあくまでも「天にいます父なる神」であるから、三一神論の「子なる神」の思想もヨハネ1:18の誤解から生まれたものであるという。
その「先在」の神話を小田切は「第一の天上物語」と名づけて「復活」後の「第二の天上物語」と区別し、先在の「神の（独り）子・ロゴス」と受肉・誕生後の「地上物語」における「イエス・キリスト」とは「時」の介在により同一性が認められないかのように述べているが、それは言わば名目上のことであり、一方ではイエスが「歴史の人」とは言っても「歴史の中からの歴史の人ではなく、天より来た歴史の人」と言われ、「彼は天より来た――天の思い出を持つ、すなわち、神より命ぜられた事柄の鮮やかな記憶に生きる『神の子』であった」と言われているとおり実質的には連続性が認められており、新約聖書学者および宗教哲学者である八木誠一の次の摘は正鵠を射ていると思われる。「小田切は、『ロゴス』と『ナザレのイエス』と『復活のキリスト』を時期的に区別する。しかし彼の場合、この三つは本質的にはなお連続的にとらえられている点があるので、折角の正しい主張が充分に生かされていないように思われる。」
ちなみに、小田切信男の所属教派が「無教会」として紹介されることがあるが、その誤解の一因は小田切の出身教会である札幌独立キリスト教会が後に無教会主義の提唱者となる内村鑑三らによって設立され、内村自身も教会員であったことにあると思われる。札幌独立キリスト教会の前身は、札幌農学校の初代教頭であったクラーク博士（すなわちウィリアム・スミス・クラーク）の主導により農学校の第一期生と二期生とが中心メンバーである札幌バンドによって設立された札幌基督教会である。
札幌バンドの信条とも言えるクラーク博士作成の「イエスを信ずる者の誓約」（the Covenant of the Believers in Jesus）には「ふさわしい機会があればいつでも、試験、洗礼、入会のため福音的教会に出向くことを約束する」とあり、 その約束通り二期生の内村や宮部金吾、そして後にクエーカー派の会員となる新渡戸稲造らは函館のメソジスト派教会の宣教師ハリスより洗礼を受けた。従って彼らの教会はメソジスト派の影響を受けることになるが、その「厳格なる信仰箇条と煩雑なる礼拝儀式の束縛を厭いたる事」や、「外国人の扶助を借りずして我国に福音を伝播するは我国人の義務なりと知りたる事」といった理由により、1882年（明治15年）12月28日、メソジスト教会から完全に「独立」した教会として「札幌独立基督教会」が設立されるという経緯がある。
このように、札幌独立キリスト教会はあくまでも「教会」であって、小田切自身、無教会主義信仰の流れに育ったことを認めてはいるが「無教会」とは一線を画していた。
なお、小田切は興味本位で、キリストは神か否かといった教理的・思弁的問題を提起したのではなく、「十字架の福音」の視点から真のキリスト教倫理とはいかなるものかという問題についても提示している。独自の視点としては医師の立場との関連で「臨終の倫理」が説かれていることである。

## 主な活動
小田切は大学入学後に一時は牧師を志したことがあったが父親の説得により自らの勤労で生きるとともに、聖書を学んで一人の平信徒伝道者として世を送るようにとすすめられた。そして小田切自身もその自覚をもって出身教会である札幌独立キリスト教会で伝道・牧会の奉仕を行ったので、小田切のキリスト教会内での立場としては信徒伝道者と呼ぶのが最も相応しいだろう。
1940年代後半に札幌独立キリスト教会から『聖書研究』という月刊雑誌を刊行する責任者となり、信徒の立場での聖書研究者及び信仰書著作者の活動を展開した。
1955年から56年にかけて日本YMCA同盟の季刊『開拓者』誌上での福音論争を展開した。事の発端は、ある時、小田切が日本YMCAの目的条文（内容は、世界YMCA同盟の「パリ基準」を採用）を読み、「イエス・キリストを神とし」という文言に疑問を感じたことだった。小田切にとってキリスト教とは仲保者宗教であり贖罪宗教であって、十字架上で贖罪の死を死んだイエスが神であるなら、その死は芝居となり良き知らせ（福音）とはならないからであった。そのような主旨で小田切は、「YMCAの目的条文は、福音の内実を破る結果となり、福音を危くする」と考えたのだった。
そこから同じく日本YMCA同盟の委員であった北森嘉蔵との福音論争へと発展する。その主たる動機として小田切は、「福音に燃ゆる心の止み難きものがあったから」と述べている。そもそもYMCA同盟内で解決されるべき問題ではあったが、公開による討論を通して小田切の問題提起は広く知られることとなった。
その問題提起の主旨については、酒枝義旗が、「小田切博士がキリスト教青年会の目的条文との関わりにおいて、キリスト論の問題を提起されたのは、神の子キリストの十字架上の死による贖罪の秘義が曖昧にされてはならぬという、真剣な福音伝道的配慮に出たのであるが、それとともに、イエス・キリストは誰であるかの問題を、ただ伝統的信条の繰り返しから解放し、いま一度、まさに自分自身への問いとして、問い直そうとする、烈しい意図に燃えていたのであった。」と的確に伝えている。その烈しさは、北森の「神の痛みの神学」に対する「肉体派神学」、「反逆神学」、「神の自殺の神学」といった表現にも反映されている。
このような小田切氏の問題提起のキリスト教界における歴史的意義については八木誠一が、「一般的に申しますと、小田切先生の御貢献、それは『ナザレのイエスが神である』というテーゼが問題を含んでいるということを、現代状況において明るみに出されたことであると思います。」と述べ、「小田切信男はイエスは神ではないと主張して問題を投げた（『キリスト論・ドイツの旅』、紀伊國屋書店参照）。『イエスは神の子であって神ではない。神は死ぬわけがない。だからイエスが神だとすれば、彼の十字架の死と贖罪とは芝居になってしまう』という小田切の主張は全く正当な点を含んでいる。」と評している。
さらに、日本がキリスト教徒においては異教国であるという特殊事情においては、その多神教的社会の中で聖書が証しする「十字架の福音」の純粋なる告知を、正統的キリスト教自体のヘレニズム化による異教性への批判を通して明示している。
小田切は『開拓者』誌上の論争終結後、1956年から70年代にかけては大学や、会場に提供した自宅・自院にて、神学関係の研究、講演、著作を行なった。そこで小田切が交流した人々は前述の八木誠一をはじめ、組織神学者で牧師の野呂芳男など、キリスト教関係の著名なる学者たちであった。

## 主な著書
- 『基督教的焦燥』（新教出版社 1950年）
- 『真実を求むる者 基督者』（札幌クラーク書房1951年、第二版はともしび社 1953年）
- 『福音から見た神と人』（ともしび社 1953年）※原題は「倫理的憂愁とキリスト者」
- 『キリストは神か（聖書のイエス・キリスト）―北森嘉蔵教授との討議を兼ねて― 』（待晨堂書店 1955年）

　※ ↑ 小田切氏の福音論争第一著作。
- 『悲しむ者・キリスト者』（待晨堂書店 1956年）
- 『福音論争とキリスト論』（待晨堂書店 1957年）

　※ ↑ 小田切氏の福音論争第二著作。
- 『キリスト論・ドイツの旅』（紀伊國屋書店 1964年）

　※ ↑ 小田切氏の福音論争第三著作。
- 『キリスト者と天皇制 ―真実を求めて― 』（サンケイ出版 1977年）※非売品として創文社版も有り（1983年）
- 『神学と医療との間』（創文社 1983年）

## 関連書籍
- 『小田切信男選集』全7巻（待晨堂書店）
- 酒枝義旗、山本和 編  （小田切信男博士感謝記念論文集）『キリスト論の研究』（創文社　1968年）※小田切の論文『臨終の倫理とキリスト教』所収。
- 酒枝義旗、野呂芳男 編（　　　　　　〃　　　　　　　　）『神観の研究』（創文社　1978年）※小田切の論文『「神の像」（Imago Dei）と医学』所収。これは『神学と医療との間』（創文社）にも収められている。